# Dublini muskétások emlékműve
A dublini muskétások emlékműve (Fusiliers’ Arch) az ír fővárosban, a Saint Stephen’s Green park főbejáratánál áll. Azokra a dublini katonákra emlékeztet, akik meghaltak a második búr háborúban.

## Az emlékmű
Az 1906-1907-ben felállított emlékmű egy diadalív, amelyet wicklowi gránit- és sheephouse-i mészkőlapok borítanak. A homlokzaton két pár stilizált dór oszlop látható. A diadalíven található latin felirat szabad fordítása: Ezt az emlékművet Dublin saját katonáinak, a bátrak legbátrabbjainak ajánlja. A diadalív belső oldalára annak a 212 a katonáknak a nevét vésték, aki a Királyi Dublini Muskétásezredben szolgálva hősi halált halt a búrok ellen folytatott dél-afrikai háborúban.
Az építmény modellje állítólag Titus római császár diadalíve volt. A dublini emlékmű (a hozzá tartozó kerítésszakasszal) 23 méter széles, tíz méter magas. A belső ív 3,7 méter széles és 5,6 méter magas. Az emlékmű tervezője Howard Pentland volt, a munkát a belfasti Messrs Laverty & Son cég végezte. A tervezés és az építés konzultánsa Thomas Drew volt. Az emlékmű fémkapujának nyersanyagát állítólag az ellenségtől megszerzett, majd beolvasztott fegyverek adták. A diadalíven feltüntették azokat a helyeket, ahol a muskétásezred nagyobb csatákat vívott: Hart’s Hill, Ladysmith, Talana, Colenso, Tugela Heights és Laing′s Nek.
Az emlékművet 1907. augusztus 19-én Artúr connaught-i herceg, az egység tiszteletbeli ezredese adta át. Ír nacionalistáktól terjedt el az építmény gúnyneve: Árulók kapuja.